# Schoepfia flexuosa
Schoepfia flexuosa är en tvåhjärtbladig växtart som först beskrevs av R. & P., och fick sitt nu gällande namn av Schultes f.. Schoepfia flexuosa ingår i släktet Schoepfia och familjen Schoepfiaceae. Inga underarter finns listade i Catalogue of Life.